# Rockstar Advanced Game Engine

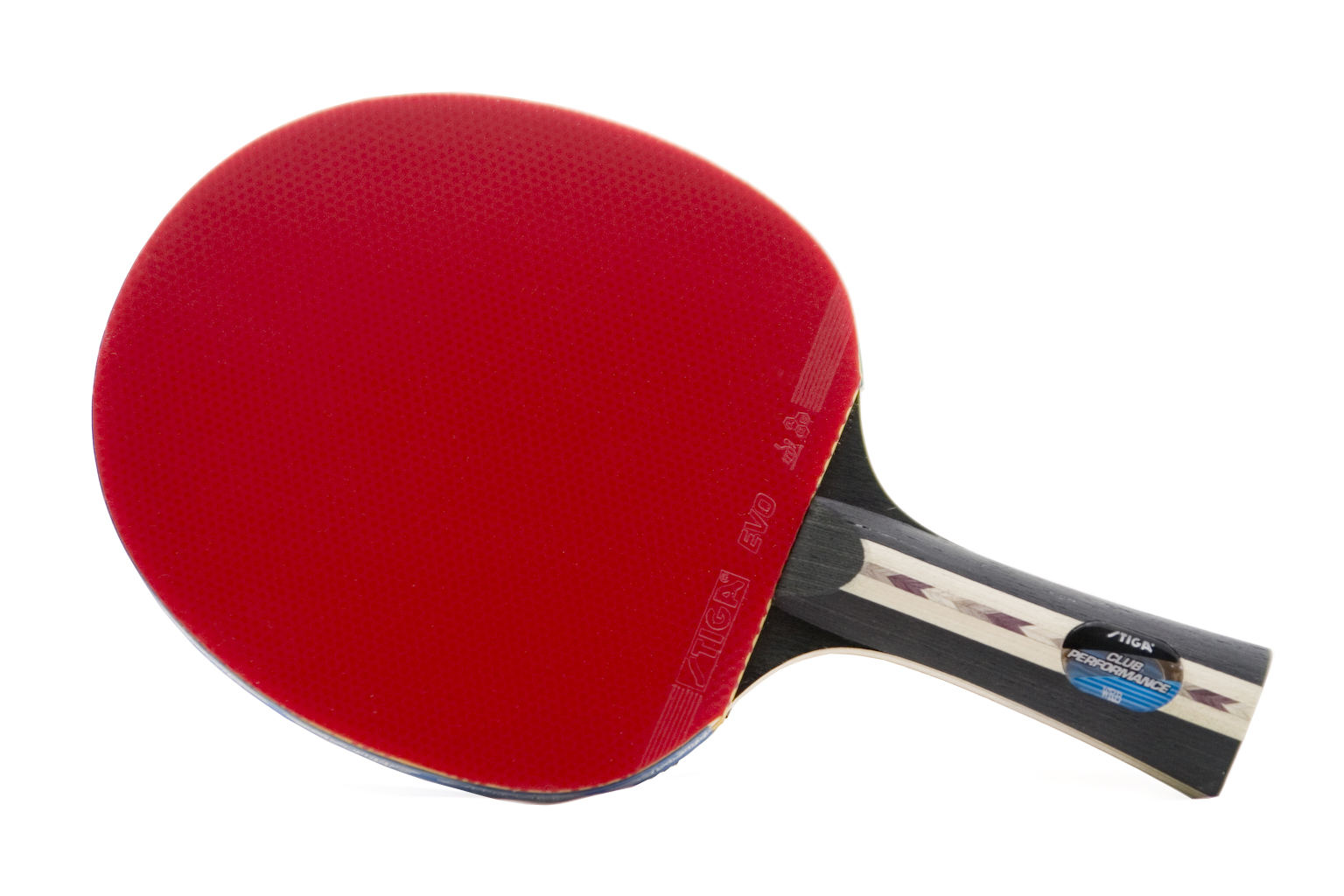
El primer videojoc amb la utilització del RAGE va ser el Rockstar Games Presents Table Tennis

RAGE, abreviatura de Rockstar Advanced Game Engine, és un motor de videojoc creat per la companyia Rockstar Games. Amb aquest motor, Rockstar ha creat videojocs per a ordinadors i videoconsoles com ara el PlayStation 3 i 4, l'Xbox 360 i One, així com el Nintendo Wii.

## Jocs
- Rockstar Games presents Table Tennis (Xbox 360, Wii), 2006
- Grand Theft Auto IV (PS3, Xbox 360, PC), 2008
- Midnight Club: Los Angeles (PS3, Xbox 360), 2008
- Grand Theft Auto: Episodes From Liberty City (PS3, Xbox 360, PC), 2009
- Red Dead Redemption (PS3, Xbox 360), 2010
- Red Dead Redemption: Undead Nightmare (Xbox 360, PS3) 2010
- Max Payne 3 (PS3, Xbox 360, PC), 2012
- Agent (PS3), TBC
- Grand Theft Auto V (PS3, Xbox 360) 2013